# FIA WTCC svéd nagydíj
A FIA WTCC svéd nagydíj a 2007-es szezonban került megrendezésre a Scandinavian Raceway-en Anderstorp-ban, Svédországban.

## Futamgyőztesek
| Év   | Versenyző                   | Gyártó    | Helyszín   | Összefoglaló |
| ---- | --------------------------- | --------- | ---------- | ------------ |
| 2007 | 1. verseny : Robert Huff    | Chevrolet | Anderstorp | Összefoglaló |
| 2007 | 2. verseny : Rickard Rydell | Chevrolet | Anderstorp | Összefoglaló |